# Бек, Курт
Курт Бек (нем. Kurt Beck; род. 5 февраля 1949, Бад-Бергцаберн, земля Рейнланд-Пфальц) — немецкий политик, бывший председатель СДПГ (2006—2008). Бывший премьер-министр земли Рейнланд-Пфальц (1994—2013) и председатель земельной организации СДПГ (1993—2012).

## Биография
С 1994 года по 2013 год он был премьер-министром федеральной земли Рейнланд-Пфальц. После отставки Эдмунда Штойбера в 2007 году, являлся действующим премьер-министром федеральной земли, дольше всех находящимся в должности. С 2006 по 7 сентября 2008 года помимо этого занимал пост председателя СДПГ. Наравне с Франком-Вальтером Штайнмайером рассматривался как возможный кандидат от СДПГ в федеральные канцлеры в 2009 году, однако его рейтинг был весьма низок (на май 2008 года). Внутри партии отличается относительно левыми взглядами.
Во время интервью телеканалу RTL 28 июня 2008 года Курт Бек впервые высказал мысль, что посты председателя партии и кандидата на пост канцлера Германии на предстоявших в 2009 году выборах не обязательно должны совмещаться, дав этим понять, что не будет возражать, если кандидатом на пост канцлера станет кто-либо другой.
7 сентября 2008 года, на партийном собрании руководящей верхушки СДПГ, Курт Бек был смещён со своего поста. Лидером партии был избран Франц Мюнтеферинг, а кандидатом в канцлеры на предстоявших в сентябре 2009 года выборах был избран Франк-Вальтер Штайнмайер. Спустя неделю, Курт Бек вернулся в Рейнланд-Пфальц, где был очень тепло встречен однопартийцами, с энтузиазмом переизбравшими его председателем партийной организации СДПГ земли Рейнланд-Пфальц. В одном из интервью, данных Куртом Беком в октябре 2008 года, он высказался по поводу вероломства некоторых своих соратников по партии, которых он считает виновными в своей отставке с поста главы СДПГ.
28 сентября 2012 года Курт Бек заявил о том, что до конца года уйдёт с занимаемых им постов премьер-министра земли Рейнланд-Пфальц и председателя земельной организации СДПГ по состоянию здоровья. В феврале 2013 года он начнёт курс стационарного лечения в одной из поликлиник. В качестве своих преемников он предложил министра социального обеспечения Малу Драйер и министра внутренних дел Рогера Левенца. Левенц стал преемником Бека на посту председателя земельной организации СДПГ в конце 2012 года, Драйер была избрана премьер-министром Рейнланд-Пфальца 16 января 2013 года.